# 메이 윈

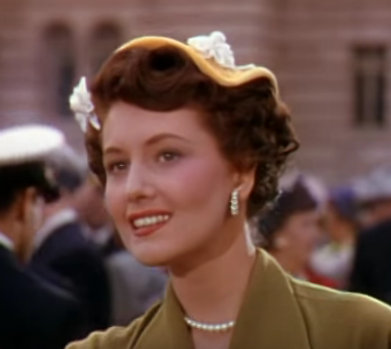

메이 윈(May Wynn, 1930년 1월 8일 ~ )은 미국의 배우, 댄서, 텔레비전 배우, 영화배우이다.
뉴욕에서 태어났다.

## 영화
- 케인호의 반란 (1954년) - 메이 윈 역
- 더 파머 테이크 어 와이프 (1953년)
- 더 걸 넥스트 도어 (1953년)
- 오 헨리 단편집 (1952년)